# Roman SR-101
 (juin 2021).
Si vous disposez d'ouvrages ou d'articles de référence ou si vous connaissez des sites web de qualité traitant du thème abordé ici, merci de compléter l'article en donnant les références utiles à sa vérifiabilité et en les liant à la section « Notes et références ».
Le Roman SR-101 était un camion produit par Steagul Rosu de 1954 à 1962. Le camion était basé sur le ZIS-150. Le camion de nos jours est assez rare, contrairement au camion ZIS-150. Le camion a été remplacé par le camion SR-131 qui était plus populaire. En 1955, le camion a reçu un moteur plus modernisé.